# Santa Marija Tal-Virtù
Santa Marija Tal-Virtù est une chapelle catholique construite sur un site antique. Elle est restée à l'abandon pendant plusieurs années, ce qui a facilité son utilisation pour des rites satanistes clandestins. Le bâtiment est érigé à 192 m d'altitude sur une zône particulièrement sensible aux séismes.

## Site antique
Plusieurs tombes antiques ont été retrouvées à proximité du site, datant de l'époque romaine voire du Chalcolithique. Une crypte sous la chapelle formait une antichambre pour accéder à des catacombes paléochrétiennes. La crypte a ensuite été utilisée comme lieu de culte troglodytique à l'époque médiévale, comme cela se pratiquait aussi en Sicile.

## Bâtiment actuel
La première église sur ce site a été construit en 1438, mais elle subit d'importants dégâts lors du séisme du 11 janvier 1693. La structure en forme de dôme actuelle date de la reconstruction entre 1717 et 1731. Le 18 septembre 1923, un nouveau séisme provoque plusieurs fissures dans le toit en forme de dôme, ce qui entraine la fermeture de la chapelle au public. Des travaux de restauration sont menés jusqu'en 1935 puis abandonnés.

## Ruine et culte satanique
Après la Seconde Guerre mondiale, la chapelle est rachetée par un entrepreneur allemand, mais le propriétaire vient rarement sur place et le site est laissé à l'abandon. L'isolement du lieu et l'absence de propriétaire facilitent l'utilisation de la chapelle pour des rassemblements satanistes clandestins. Des symboles sont creusés dans le sol puis recouverts de goudron fondu, des crucifix inversés sont gravés sur les murs, l'autel est peint en noir,.

## Restauration
Après la mort du dernier propriétaire, la chapelle est rachetée par un entrepreneur maltais en 2006 qui restaure le bâtiment et le site. En 2009, une messe est célébrée dans la chapelle pour la première fois depuis 70 ans. La chapelle, sur une propriété privée, n'est pas ouverte au public.

## Légendes
Il n'est pas surprenant que cette chapelle isolée et à l'histoire mouvementée soit considérée comme hantée. Un prêtre à l'apparence cadavérique aurait été vu à plusieurs reprises célébrer la messe dans la chapelle vide. Le fantôme d'une jeune femme aurait également été aperçue, accompagnée de son ange gardien. Elle serait la sœur des artistes Melchiorre et Lorenzo Gafa.